# النمسا في الألعاب الأولمبية
النمسا في الألعاب الأولمبية تعتبر الألعاب الأولمبية من أهم الأحداث الرياضية في النمسا، تقوم اللجنة الأولمبية النمساوية بالإشراف في شؤون مشاركات النمسا في الألعاب الأولمبية، شاركت النمسا في جميع دورات الألعاب الأولمبية ماعدا دورة 1920، فازت النمسا بمشاركاتها في الألعاب الأولمبية الصيفية بمجموع 86 ميدالية منها 18 ميدالية ذهبية و33 فضية و35 برونزية، أكثر الرياضات التي تنافس فيها النمسا هي التجديف و رفع الأثقال و الإبحار و الجودو و السباحة الرماية و ألعاب القوى و المبارزة و الفروسية و سباق الدراجات الهوائية و السباق الثلاثي ورياضات أخرى.
في الألعاب الأولمبية الشتوية تعتبر النمسا من الدول التي شاركت في جميع دوراتها من أول دورة في شاموني 1924 في فرنسا، إستضافت النمسا دورتين للألعاب الأولمبية الشتوية الأولى كانت في دورة 1964 في إنسبروك والثانية كانت في دورة 1976 في إنسبروك أيضاً، وتعتبر النمسا من أفضل الدول في هذه الألعاب حيث تحتل المركز السابع في ترتيب الدول الفائزة بميداليات في الألعاب الشتوية حيث تمكنت من الفوز ب218 ميدالية منها 59 ميدالية ذهبية و 78 فضية و81 برونزية وأكثر الرياضات التي تنافس فيها النمسا هي التزلج على المنحدرات الثلجية (تعتبر النمسا فيها أكثر من فاز بالميداليات فيها) و البياثلون و تزلج فني على الجليد و القفز التزلجي و الزحف الثلجي و التزلج النوردي و التزلج الريفي ورياضات أخرى.